# Titaea timur
Titaea timur — вид павлиноглазок из подсемейства Arsenurinae.

## Распространение
Распространён только в Эквадоре.